# Гаральд Крістенсен (велогонщик)
Гаральд Крістенсен (дан. Harald Christensen, 9 квітня 1907 — 27 листопада 1994) — данський велогонщик.
Бронзовий призер Олімпійських Ігор 1932 року на тандемах.